# Accidente del Piper PA-42 de Gramado
El 22 de diciembre de 2024, un Piper PA-42 Cheyenne se estrelló en la ciudad de Gramado, Río Grande del Sur, Brasil, lo que provocó al menos 10 muertos y 17 heridos. El accidente ocurrió poco después del despegue cuando la aeronave chocó con múltiples estructuras en la ciudad turística, causando daños importantes y provocando incendios que dañaron varios edificios.

## Accidente
El accidente ocurrió poco después del despegue del Aeropuerto de Canela, entre las 9 y las 10 de la mañana, cuando la aeronave recorrió solo aproximadamente 3 kilómetros (1,9 mi), antes del accidente.   Durante el despegue, el avión voló en condiciones climáticas difíciles, con pronósticos de cielo nublado y niebla en la zona.
Según se informa, el avión impactó contra la chimenea de un edificio en la ciudad turística montañosa de Gramado en Rio Grande do Sul, seguido de impactos con el segundo piso de una estructura residencial y una tienda de muebles antes de chocar con una tienda de teléfonos móviles. Los restos del avión también impactaron una posada cercana. El accidente provocó incendios que contribuyeron a muchas de las lesiones reportadas, incluidas dos mujeres gravemente heridas, principalmente por inhalación de humo .  

## Víctimas
El avión era pilotado por el empresario y presidente de la empresa de negocios Galeazzi & Associados, Luiz Claudio Salgueiro Galeazzi, y transportaba a nueve miembros de su familia. Todos los ocupantes del avión murieron en el accidente.  
Se informó que al menos 17 personas en tierra resultaron heridas, la mayoría de ellas por inhalación de humo, pero dos mujeres fueron transportadas a la capital del estado, Porto Alegre, por quemaduras.

## Investigación
El Centro de Investigación y Prevención de Accidentes Aeronáuticos (CENIPA) abrió una investigación sobre el accidente.